# El practicante
El Practicante és una pel·lícula de thriller d'Espanya de 2020 dirigida per Carles Torras, escrita per David Desola i Hèctor Hernández Vicens i protagonitzada per Celso Bugallo, Mario Casas i Déborah François. Es va estrenar el 16 de setembre de 2020 a Netflix.

## Sinopsi
Angel treballa al servei d'ambulàncies. Després d'un accident tràgic, la seva vida personal es comença a deteriorar a mesura que sospita més i més de la seva companya Vane.

## Repartiment
- Mario Casas com a Ángel Hernández
- Déborah François com a Vanesa François
- Celso Bugallo com a Vicente
- Raúl Jiménez com a Fermín
- Pol Monen com a Andrés
- Gerard Oms com a inspector Trapero
- Guillermo Pfening com a Ricardo
- Maria Rodríguez Soto com a Sandra
- Alice Bocchi com a metgessa
- Martin Bacigalupo com a Pedro García
- Tony Corvillo com a inspector Sánchez